# Carlinhos Paraíba
Pour les articles homonymes, voir Carlinhos.
Carlos Pereira Berto Júnior, plus communément appelé Carlinhos Paraíba, est un footballeur brésilien né le 4 mars 1983 à Rio Tinto. Il évolue au poste de milieu de terrain.

## Biographie
Carlinhos Paraíba commence sa carrière au Nacional Atlético Clube, club brésilien basé dans du l'État du Paraíba. Il joue ensuite en faveur de Santa Cruz, de Coritiba et du São Paulo Futebol Clube.
Carlinhos Paraíba est sacré champion de l'État du Paraná en 2008 avec le club de Coritiba. Avec le club de São Paulo et celui de Coritiba, il participe par ailleurs à la Copa Sudamericana.
En 2012, Carlinhos Paraíba s'expatrie au Japon, signant un contrat avec l'équipe de l'Omiya Ardija. Le club évolue en J-League 1 (D1).

## Palmarès
- Champion de l'État du Paraná en 2008 avec Coritiba